# کلانپا
کلانپا یک روستا در ایران است که در دهستان شعبان (مشگین‌شهر) واقع شده‌است. کلانپا ۱۴۱ نفر جمعیت دارد.